# Hosszúpályi
Hosszúpályi är en mindre stad i Ungern med 5 491 invånare (2019).

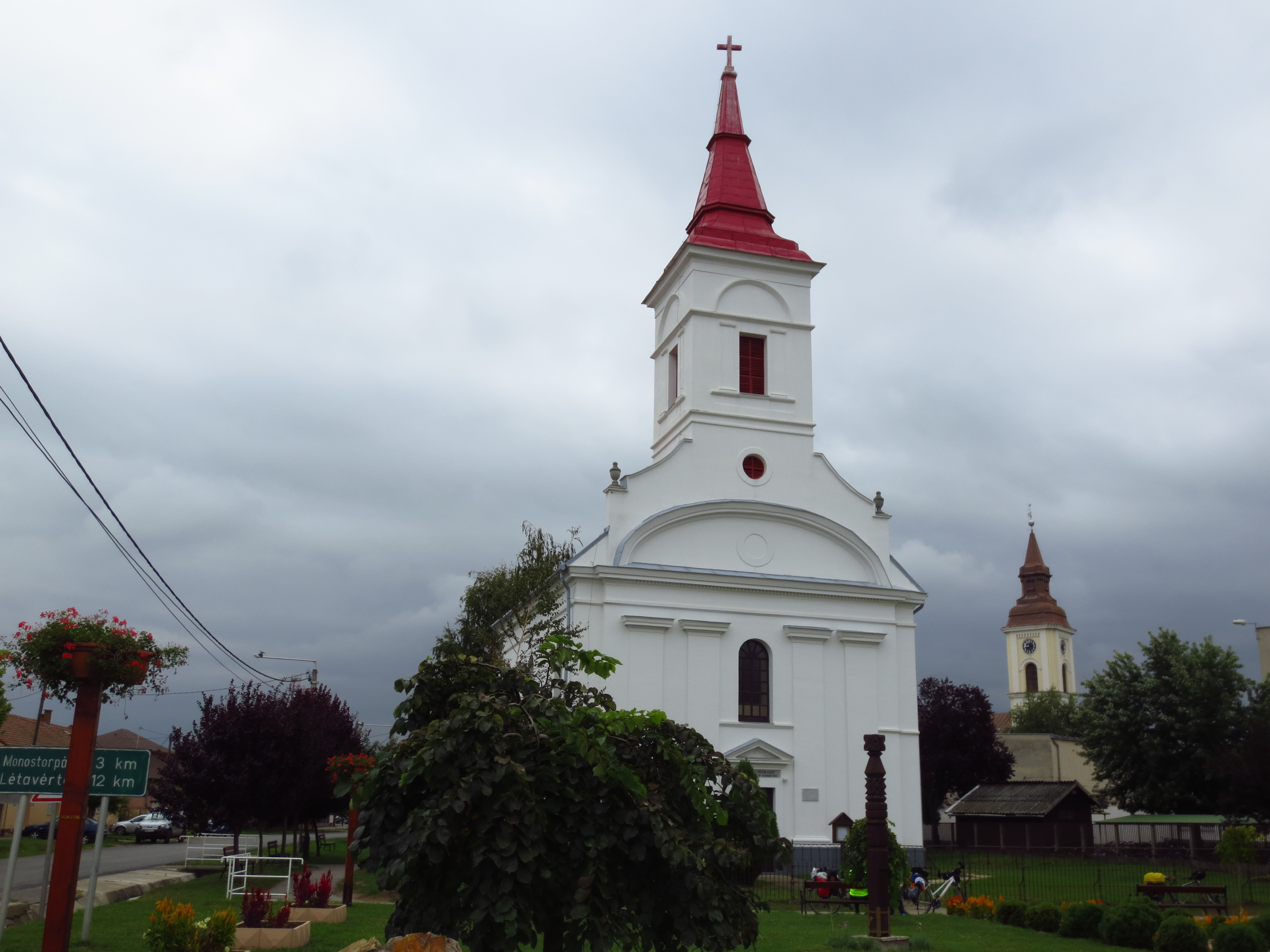
Den obefläckade avlelsens kyrka i Hosszúpályi. Reformerta kyrkan i bakgrunden.